# Cot Yang
Cot Yang is een bestuurslaag in het regentschap Aceh Besar van de provincie Atjeh, Indonesië. Cot Yang telt 642 inwoners (volkstelling 2010).